# Körkort i Sverige
| Körkort i Sverige |
| --- |
| Skylt för privat övningskörning på bil. Övningskörningsskyltar för trafikskolebilar är röda. - Betydelse – olika typer av körkort i Sverige - Bakgrund – 1916 (första lagkraven för skicklighet hos en förare av motorfordon) - Varianter – AM, A1, A2, A, B, BE, C1, C, C1E, CE, D1, D, D1E, DE |

Körkort i Sverige delas in i ett antal klasser som anger vilken typ av fordon innehavaren får köra: AM, A1, A2, A, B, BE, C1, C, C1E, CE, D1, D, D1E och DE. Ett svenskt körkort med enbart de lägre behörigheterna (AM, A1, A2, A, B, BE) gäller 10 år från utfärdandedatum. Körkortet kan återkallas i upp till tre år vid bland annat grövre trafikbrott eller sjukdom. Om det varit återkallat längre än ett år krävs att ett nytt förarprov avläggs för att behörigheten ska återfås. Det svenska körkortet är även en godkänd identitetshandling i Sverige.
För att få ett körkort gäller att vissa grundvillkor ska vara uppfyllda. Ett körkortstillstånd ska vara utfärdat och giltigt. För att få ett körkortstillstånd kan det, beroende på trafikklass, krävas hälsodeklaration, synundersökning, läkarundersökning eller läkarintyg. Den sökande ska vara permanent bosatt i Sverige eller ha studerat i Sverige i minst sex månader, ha svensk legitimation samt ha uppnått en viss ålder som är beroende av trafikklass. Slutligen görs ett förarprov där ett godkänt resultat krävs för att körkort ska utfärdas.
För kortare uppehåll i Sverige är utländska körkort i regel godkända.

## Historia
Det första svenska körkortet utfärdades den 23 maj 1902, då Rådhusmagistraten i Örebro gav tillstånd för fabrikör Alfred Hahn att använda "en så kallad Automobilvagn", "under villkor att sökande vid åkningen, (som ej finge ega rum å torgdagar), iakttaga största försigtighet".
Från 1907 stadgades att förare skulle ha körkort, men först 1916 kom de första lagkraven på vad en förare av motorfordon skulle kunna. Inledningsvis krävdes endast kunskap om fordonet och de fåtal trafikregler som fanns, men från 1920 skulle blivande förare både göra förarprov och ett teoretiskt prov. 1923 ökade kraven på föraren, så att man både skulle vara en god förare och vara väl förtrogen med fordonet. Först 1948 ställdes kraven på körskicklighet, vana att framföra fordon, försiktighet och förmåga att undvika olyckor. 1958 gjorde beteendet sin entré i körkortskraven, men inte i någon nämnvärd utsträckning, utan körskickligheten dominerade fortfarande. 1962 var det dags för nästa förändring, nämligen att det var viktigt att föraren förstod trafikreglerna och inte bara kunde dem utantill.
I och med Trafiksäkerhetsverkets (TSV) bildande 1968 började en mer strukturerad kursplan för fordonsförarutbildningen att formas och förändras successivt allt eftersom TSV:s forskning visar på problemen i trafiken. 1990 infördes det tvååriga preliminära körkortet. Samtidigt lägger man mer vikt vid att körkortseleverna ska förstå att människans begränsningar är den största faran i trafiken och att föraren ska förstå hur trafikreglerna tillämpas i olika situationer. Den senaste stora förändringen i vägen fram till körkortet kom 1993, då åldern för övningskörning sänktes till 16 år. Dagens körkort har ett utseende som är enhetligt inom EU och EES.
Sedan 1980-talet har mängden unga svenskar som tar körkort minskat kraftigt. 1987 hade 85 procent av alla de dåvarande 24-åringarna körkort, en andel som fram till 1997 sjönk till under 70 procent. Störst minskning av mängden körkortsinnehavare skedde i de lägsta åldersklasserna, och andelen sjönk under samma tid från 60 till 40 procent. Därefter och fram till 2014 har minskningen i stort sett upphört.
Denna minskade mängd unga körkortsinnehavare följer en internationella trend, för resten av västvärlden. Området är dåligt utforskat, och man vet inte om ungdomarna senare i högre utsträckning genomgår körkortsutbildning. Forskare i Norge och Sverige har flera olika teorier:
- Ungdomstiden är numera längre, med längre studier och senare familjebildning.
- Urbaniseringen medför att allt fler ungdomar bor i städer, där kollektivtrafik ofta är ett billigare och enklare transportsätt än bilar.
- En högre ungdomsarbetslöshet gör att en dyr körkortsutbildning väljs bort.[2]
- Bilen är numera mindre viktig som statussymbol och symbol för vuxenhet och frigörelse[2]

Statistiken tyder dock på att ungdomar i ekonomiskt svagare samhällsgrupper tar körkort i mindre utsträckning än ungdomar ur mer "välsituerade" familjer. 2012 hade 70 procent av alla 20–29-åriga svenskar körkort, men detsamma gällde endast 35 procent av dem i samma ålder som bara gått ut grundskolan. Bland 29-åriga kvinnor med enbart grundskoleutbildning hade endast 20 procent körkort, bland utlandsfödda kvinnor i samma ålder endast 10 procent.
Ovanstående statistik är betänklig, med tanke på att många arbeten som endast kräver grundskoleutbildning samtidigt mer eller mindre förutsätter körkort. Detta gäller bland annat arbeten inom bemanningsföretag och arbete inom äldrevården. Dessutom används frånvaro av körkort ofta som en gallringsmetod av arbetsgivare bland inkomna jobbansökningar.

## Grundkrav för körkort och körkortsutbildning
Förutom att få godkänt resultat i kunskapsprov och körprov (se nedan), krävs att följande grundvillkor för körkort är uppfyllda:
- Körkortstillstånd ska vara utfärdat och fortfarande giltigt. För körkortstillståndet krävs hälsodeklaration och synundersökning för körkort grupp 1 (klass A, A1, A2, AM, B, BE eller traktorkort) Synundersökningen sker vanligtvis hos en optiker där man klargör att målet är grupp 1. De flesta optiker är inte utrustat för synundersökningar för högre behörigheter (grupp 2 och 3). Därför bokar man oftaste besök till ögonläkare om målet är högre behörigheter. Synundersökningens resultatet oftaste skickas elektroniskt direkt från optikern till Transportstyrelsen. En introduktionsutbildning från en trafikskola krävs om målet är B-behörighet, typiskt kring 3.5 timmar och intyget skickas elektroniskt direkt från trafikskolan till Transportstyrelsen. Det går i princip att genomför introduktionsutbildningen och synundersökningen och skicka anmälan med hälsodeklarationen till körkortstillstånd på samma dag. Det finns ingen avgift för anmälan och den skickas till Transportstyrlsen. Beslut fattas vanligtvis inom 2 veckor. Synundersökningen samt Introduktionsutbildningen kräver en giltig legitimation. Därför kan en svenskt ID-kort ses som det första steget mot körkortet. För högre klasser krävs läkarundersökning och läkarintyg samt minst en giltig B-behörighet. DVS, de som vill kör yrkesmässiga tunga lastbilar eller bussar måste först skaffa ett B-körkort. Vid till exempel sjukdom så kan länsstyrelsen i det län den sökande är folkbokförd i besluta om läkarintyg även för klasserna A, A1, A2, AM, B, BE samt traktorkort. Transportstyrelsen's online blanketter är inte tillgängliga till nya förare tills efter de har registrerad sig hos Transportstyrelsen. I så fall skickar man brev med namn, address samt personnummer och begär registrering.

- Den sökande ska
  - vara permanent bosatt i Sverige eller ha studerat i Sverige i minst sex månader
  - ha svensk legitimation för att styrka sin identitet vid provet (EU Pass är accepterat)
- Den sökande ska ha uppnått tillräcklig ålder för den sökta behörigheten (se tabell nedan).

### Körkortsutbildning
Utbildningen kan ske på trafikskola, med privat handledare eller båda delarna. Sveriges Trafikskolors Riksförbund (STR) är den största utgivaren av läromedel och informationsmaterial för körkortsutbildning, men det finns även andra utgivare. STR utger Körkortsboken som årligen säljs i omkring 100 000 exemplar. Den är skriven av Lars Gunnarson och Lennart Svensson. Före 1989 hette den Trafikkunskap.
För att få övningsköra måste man ha fått ett körkortstillstånd. Det söks via körkortsportalen på webben. Den som är handledare vid privat övningskörning måste från och med januari 2006 ha genomgått en särskild utbildning.
Lägsta ålder för övningskörning av olika fordonstyper:
- 14 år 9 mån – Moped klass I (EU-moped).[4]
- 15 år 9 månader – Lätt motorcykel [5]
- 16 år – Personbil
- 17 år 6 månader – Tung motorcykel (i trafikskola).[5] personbil med lätt släpvagn, lätt lastbil, medelstor motorcykel
- 18 år – Personbil med tungt släp och lastbil med tungt släp[6]
- 19 år 6 månader - Tung motorcykel (om du haft körkort för medelstor motorcykel i minst 1 år och 6 månader)[7]
- 21 år – Buss och buss med släp.[6]
- 23 år – Tung motorcykel med obegränsad effekt (i trafikskola 17 år och 6 månader)[5][7]

Transportstyrelsen kan lämna dispens för personer under 18 år som måste köra bil "till följd av bristande allmänna kommunikationer och sjukdom, funktionshinder eller liknande som inte utgör ett medicinskt hinder för körkortsinnehav" och sedan 1993 har totalt åtta personer i Sverige tagit körkort vid 17 års ålder.

## Krav för A-körkort

### Riskutbildning
Obligatorisk riskutbildning infördes för behörigheten A-körkort i november 2009. Detta för att myndigheter ville stoppa den uppåtgående trenden med dödsolyckor inom mc-körning. Syftet med riskutbildningen är att starta en tankeprocess hos eleverna om riskerna med motorcykelkörning. Riskutbildningen består av två delar.
Första delen är en gruppdiskussion ledd av en riskutbildningsledare. Där diskuteras olika riskbeteenden, alkohol, droger och trötthet. Det är även stort fokus på statistik som till exempel vilka sorters olyckor som är vanligast.
Andra delen är en mer praktiskt utformad del. Utbildningsledaren ställer en fråga eller säger ett påstående rörande situationer, hastigheter eller tekniker och sedan får eleverna i gruppen diskutera. När de kommit fram till ett svar får de prova att köra några varv på motorcyklar för att testa sina tankar. Sedan diskuteras det på nytt om hur det kändes och om det skulle kunna kännas bättre.
Utbildningen innehåller inget prov utan är till för att öka riskmedvetenheten hos blivande motorcyklister. Riskutbildningen gäller i fem år och måste vara avklarad och godkänd innan kunskapsprov kan bokas.

### Förarprov
Provet består av två delar: kunskapsprov och körprov. Teoriprovet måste vara avklarat innan körprovet kan bokas. Körprovet måste genomföras och godkännas inom ett år efter avklarat teoriprov, annars måste nytt teoriprov göras.
Kunskapsprovet är ett test på aspirantens teoretiska kunskaper och genomförs på en dator hos något av trafikverkets förarprovskontor eller på annan ort där myndigheten genomför förarprov. Kunskapsprovet innehåller 70 frågor varav 5 är utvärderingsfrågor som inte är poänggivande. För att få godkänt måste aspiranten ha svarat rätt på minst 52 av de 65 poänggivande frågorna. Detta prov måste vara avklarat och godkänt innan körprovet kan bokas.
Körprovet består av två delar: manövreringsprov och trafikprov. Det krävs godkänt på båda delarna för att erhålla behörigheten för A-körkort. Manövreringsprovet måste bli godkänt innan aspiranten får ta sig an trafikprovet. Vid godkänt på manövreringsprovet men underkänt på trafikprovet måste båda delarna göras om vid ett nytt provtillfälle. Innan aspiranten inleder manövreringsprovet genomförs en säkerhetskontroll av motorcykeln som måste bli godkänd för att manövreringsprovet ska inledas. Manövreringsprovet består av 3 delar. Lågfartsbana, högfartsbana och bromsprov. Det fanns tidigare två olika lågfartsbanor och uppkörningsinspektören bestämde vilken av dessa aspiranten skulle genomföra, men sedan första maj 2015 finns bara en version kvar. Bromsprovet består av två stycken bromsningar till stillastående från 70 respektive 90 km/h. Efter avklarat manövreringprov får aspiranten ta sig an trafikprovet. Detta är ett prov i trafiken där aspiranten och uppkörningsinspektören kör på var sin motorcykel. Inspektören bedömer aspiranten utifrån fordonskännedom, manövrering, miljö/sparsam körning, trafikregler och trafiksäkert beteende. Ett godkänt trafikprov måste ta minst 25 minuter.

## Krav för B-körkort

### Riskutbildning
Riskutbildningen är obligatorisk för att få avlägga kunskapsprov för körkort med B-behörighet. Den består av två delar. Första delen handlar om hur trafikanters beteende påverkas av alkohol, droger, trötthet, sjukdom och läkemedel, grupptryck, "manligt" och "kvinnligt" beteende samt stress. Andra delen är förlagd till en av Trafikverket godkänd trafikövningsbana där aspiranten dels får information om hur fordon och människor påverkas vid en krock, dels genomför körövningar på en övningsplats för att få prova på att bromsa och väja för hinder på olika underlag och vid olika hastigheter. Utbildningen innehåller inget färdighetsprov utan syftet med den praktiska delen är att aspiranten ska få erfarenhet av olika situationer under säkra omständigheter.
Efter genomförd riskutbildning meddelar utbildningsanordnaren Trafikverket att aspiranten har genomfört utbildningen. Riskutbildningen gäller i fem år. Har aspiranten inte avlagt godkänt förarprov inom denna tid måste riskutbildningen göras om. Kunskapsprovet är giltigt i 4 månader. Görs inte körprovet inom 4 månader måste båda göras om.

### Förarprov
Förarprovet består av två delar, kunskapsprov och körprov. För att få genomföra provet måste man ha fyllt 18 år. Förarprovet ska genomföras sammanhållet, vilket innebär att det inte får förflyta mer än två månader mellan provtillfällena.
Provet genomförs enskilt på något av Trafikverkets förarprovskontor eller på andra orter där myndigheten genomför förarprov, så kallade mottagningsorter. Kunskapsprovet görs på en dator som är uppkopplad mot Trafikverkets server i Örebro. Via hörlurar har aspiranterna även möjlighet att få provfrågorna upplästa. Kunskapsprovet innehåller 70 frågor varav 5 är utvärderingsfrågor som inte är poänggivande. För att få godkänt måste aspiranten ha svarat rätt på minst 52 av de 65 poänggivande frågorna.
Under körprovet medföljer en inspektör från Trafikverket i bilen och ger aspiranten instruktioner om vad denne ska göra samt markerar enligt en särskild lista vad aspiranten lyckats alternativt misslyckats med. I provet ingår säkerhetskontroll av bilen. Aspiranten får köra i tätort och på landsväg samt visa prov på manövrering vid exempelvis backning eller parkering. Inspektören bedömer aspiranten utifrån fordonskännedom och manövrering, miljö/sparsam körning, trafikregler och trafiksäkert beteende.
Efter godkänt förarprov får man lov att köra med hjälp av id-handling, tills det riktiga körkortet utfärdats. Dock får man endast framföra bilen i Sverige

## Krav för C och D-körkort
När det gäller körkort för tunga motorfordon, lastbil C1, C och buss D1, D krävs innehav av körkort B.

## Dispenser för yrkesförarutbildningar
Speciella regler gäller för studerande på gymnasieskolan. De som läser inriktningen transport på fordons- och transportprogrammet får innehava körkort för tung lastbil och tung buss vid 18 år. Man får även övningsköra för fordonsklasserna från och med att man inskriven i skolan, däremot brukar det finns regleringar av Skolverket som förhindar övningskörning i första årskursen. I fallet av busskörkort får man endast köra sträckor som inte överstiger 50 kilometer. När man fyller 20 år får man köra buss utan begränsningar. Man får även tillstånd att innehava förarkort utan att ha körkort.
Om man studerar på kommunal vuxenutbildning för tung buss kan man få körkortet när man är 21 år men man får inte köra sträckor som överstiger 50 kilometer. När man fyller 23 år får man köra buss utan begränsningar. Samma dispens gäller ifall man genomgår en grundutbildning för yrkeskompetensbevis på minst 140 timmar på en trafikskola som har tillstånd.

## Behörigheter
Beroende på vilka förarprov som erlagts med godkänt resultat erhåller föraren behörighet till olika fordonstyper. På själva körkortet anges behörigheterna med bokstäver. I tabellen nedan finns de behörigheter som kan finnas angivna på svenska körkort.
| Beteckning | Körkortsålder                         | Behörighet |  |
| ---------- | ------------------------------------- | --- |  |
| AM         | 15 år                                 | - Moped klass I (EU-moped). Ersätter det gamla förarbeviset för moped klass I. - Moped klass II - Traktor A (gjorda för en hastighet på högst 40 km/tim) - Motorredskap klass II (gjorda för en hastighet på högst 30 km/tim) |  |
| A1         | 16 år                                 | - Lätt motorcykel (max 125 cm³ om körkortet är utfärdat före 1 juli 1996) - Lätt motorcykel (max 125 cm³ och 11 kW och ett effekt/viktförhållande som understiger 0,1 kW/kg) - Traktor - Motorredskap klass I - Terrängskoter om körkortet är utfärdat före 1 januari 2000. |  |
| A2         | 18 år                                 | Tung motorcykel med effekt under 35 kW och ett effekt/viktförhållande som understiger 0,2 kW/kg. Om motorcykeln stryps ner till 35 kW får den i originalutförande inte ha högre effekt än 70 kW. |  |
| A          | (20 år)                               | Tung motorcykel med effekt över 35 kW och ett effekt/viktförhållande som överstiger 0,2 kW/kg, om körkort med behörighet A2 har innehafts i två år och nytt förarprov genomförs. |  |
| A          | 24 år (20 år vid 2 års innehav av A2) | Tung motorcykel med effekt över 35 kW och ett effekt/viktförhållande som överstiger 0,2 kW/kg, under förutsättning att godkänt förarprov gjorts på sådan motorcykel. Fram till och med 1975 erhölls A-behörighet automatiskt när förarprov för B-behörighet avlades. |  |
| B          | 18 år                                 | - Personbil och lätt lastbil med en totalvikt av högst 3,5 ton med tillkopplat släp till maximal sammanlagt totalvikt 3 500 kg. Däröver endast lätt släpfordon till sammanlagt totalvikt 4 250 kg. Personbil med totalvikt överstigande 3,5 ton om föraren har ett B-körkort utfärdat innan 1 juli 1996. - Terrängvagn, ej i kommersiellt bruk - Traktor, ej med flera tillkopplade vagnar i kommersiellt bruk. - Motorredskap klass I (= motorredskap som är konstruerat för en högsta hastighet som överstiger 30 km/tim) och klass II - Tre- och fyrhjulig motorcykel - Terrängskoter om körkortet är utfärdat före 1 januari 2000.                                            |  |
| BE         | 18 år                                 | - Personbil eller lätt lastbil med ett eller flera släpfordon oavsett släpvikt. - (Släpens sammanlagda bruttovikt får dock aldrig vara tyngre än fordonets begränsade släpvikt. - N.B. 19 januari 2013: Nyhet. Regeln om att släpets totalvikt inte får överskrida bilens tjänstevikt tas bort: Den tidigare begränsningen att släpvagnens totalvikt inte får överskrida bilens tjänstevikt tas bort för att förenkla reglerna för att köra med släpvagn. Bilar har idag en registrerad högsta tillåtna släpvagnsvikt, det anses som tillräckligt och därför behövs inte längre någon jämförelse till bilens tjänstevikt.) - Traktortåg samt tung terrängvagn i kommersiellt bruk |  |
| C          | 21 år                                 | - Tung lastbil och ett lätt släpfordon - Personbil med en totalvikt över 3,5 ton och ett lätt släpfordon (Kan tas när man är 18 år om man går en gymnasieinriktning där C är obligatoriskt för att klara kursen) |  |
| CE         | 21 år                                 | - Tung lastbil även med ett eller flera släpfordon oavsett vikt - Personbil med en totalvikt över 3,5 ton även med ett eller flera släpfordon oavsett vikt - (Kan tas när man är 18 år om man går en gymnasieinriktning där CE är obligatoriskt för att klara kursen) |  |
| D          | 24 år                                 | Buss och ett lätt släpfordon |  |
| DE         | 24 år                                 | Buss även med ett eller flera släpfordon oavsett vikt. |  |
| E          |                                       | Tunga släp När du vill ta behörighet att dra tunga släp finns behörigheten för de tre behörigheterna B, C1, C, D1, D. Dessa har olika hierarkisk ordning. Det innebär att de är klassade enligt högsta behörigheten först: 1. CE 2. C1E 3. DE 4. D1E 5. BE När du tar CE kommer du automatiskt erhålla behörigheten E på alla andra fordonsbehörigheter du har. Om du har körkort B och C och tar körkort DE får du DE, D1E och BE, inte CE. |  |

### Äldre behörigheter
| Beteckning | Avskaffades | Behörighet |
| ---------- | ----------- | --- |
| A          | 1996        | Lätt motorcykel, dvs under 125 cm³ om innehavaren var mellan 16 och 18 år. Uppkörning krävdes efter 18-årsdagen för behörighet att framföra tung motorcykel, dock krävdes ej nytt teoriprov. |
| TAXI       | 1998        | Framföra personbil i yrkesmässig trafik för personbefordran, ersattes av taxiförarlegitimation.                                                                                              |

### Nya behörigheter (2013-01-19)
Från och med 19 januari 2013 gäller flera nya körkortsklasser och släpviktsklassningar. Förr gällde att vid behörighet B aldrig överskrida sammanlagd totalvikt 3 500 kg. Transportstyrelsen har även tagit fram en grundregel som gäller lätta släp och tunga släp. Nytt är att alla bilar och lastbilar med totalvikt på max 3 500 kg får dra minst 750 kg släp på B-behörighet. Gäller även bussar och lastbilar som alltså nu får dra minst 750 kg oavsett fordonsvikt. Släpvagnar delas viktmässigt numer in i två viktklasser: lätta släp - max 750 kg totalvikt, tunga släp - alla släp som har mer än 750 kg totalvikt.
| Beteckning        | Gäller sedan | Behörighet |
| ----------------- | ------------ | --- |
| B                 | 2013         | Tidigare gällde att släpets totalvikt inte fick överskrida bilens tjänstevikt men den begränsningen är nu borttagen. Det som gäller nu är att bilens och släpets totalvikt ihop inte får överskrida 3 500 kg, är släpets totalvikt inte över 750 kilo så får bilens och släpets sammanlagda totalvikt inte överskrida 4 250 kg. |
| B utökad (kod 96) | 2013         | Bilens och släpets totalvikt sammanlagda får inte överskrida 4 250 kg. |
| BE                | 2013         | Den sammanlagda totalvikten hos släpen (ett eller flera) får inte överstiga 3 500 kg. |
| C1                | 2013         | Lastbil med en totalvikt över 3,5 ton till max 7,5 ton. |
| D1                | 2013         | Buss för max 16 passagerare och maxlängd 8 meter. Ingen viktgräns. Släpvikt som för behörighet B. |
| C1E               | 2013         | Du får med lastbil som omfattas av behörighet C1 dra alla släp som fordonet är godkänt för. |
| D1E               | 2013         | Buss D1 med ett eller flera tillkopplade släpvagnar så tungt som fordonet är godkänt för. |

### Villkor
Ett körkort kan vara utfärdat med villkor, vilket innebär att dessa villkor måste vara uppfyllda när föraren framför fordonet. Villkoren anges med sifferkombinationer.
Vanliga villkor:
- 01.06 = Glasögon eller kontaktlinser
- 78. = Automatisk växellåda
- 100.(datum) = Prövotid (datum för prövotidens slut)
- 96. = Utökad behörighet B
- 20.06 = Handmanövrerad färdbroms

Ovanliga villkor
- 05.02 Begränsad till resor inom en radie av ... km från körkortshavarens bostad eller inom staden/regionen ...
- 05.05 Begränsad till körning endast med annan person som har körkort

### Giltighetstid
Körkort i Sverige utfärdat före 19 januari 2013 gäller i 10 år. Körkort med högre behörigheter (C1, C1E, C, CE, D1, D1E, D, DE) utfärdat från 19 januari 2013 och senare har giltighetstid 5 år, körkort med behörigheter AM, A1, A2, A, B eller BE 10 år. I god tid före giltighetstidens utgång får innehavaren sända in foto och grundhandling med namnteckning på och ett nytt körkort utfärdas som gäller i ytterligare 5 år respektive 10 år från datumet för tillverkningen. Om ett körkort måste förnyas av annan anledning, exempelvis namnbyte eller förlust av körkort, utfärdas ett nytt körkort med giltighetstid 5 år respektive 10 år från det datum då det nya kortet tillverkats.
När det gäller de högre behörigheterna C - CE - D - DE så krävs ett läkarintyg för att få förnya körkortet om körkortsinnehavaren är fyllda 45 år.

## Återkallelse av körkort
Ett körkort kan återkallas om föraren gör sig skyldig till:
1. Rattfylleri, grovt rattfylleri eller grov vårdslöshet i trafik.
2. Obehörigt avvikande från trafikolycksplats (smitning).
3. Upprepade trafikförseelser, dock minst tre under en tvåårsperiod.
4. Brott mot någon viktig trafikregel, till exempel fortkörning, körning mot rött ljus, stoppliktsförseelse, omkörning vid övergångsställe, olovlig körning eller vårdslöshet i trafik.
5. Opålitlighet i nykterhetshänseende.
6. Allmän brottslighet.
7. Underlåtenhet att följa föreläggande om läkarintyg eller förarprov.

Ett körkort kan även återkallas om körkortsinnehavaren på grund av kronisk sjukdom inte längre är lämplig som förare.
Körkortet återkallas alltid i minst en månad och högst tre år. Vid grovt rattfylleri eller grov vårdslöshet är minimitiden för återkallelse ett år. Ett körkort kan även återkallas om innehavaren lider av en sjukdom som gör denne olämplig som fordonsförare och då återkallas körkortet tills vidare och kan endast återfås om personen är frisk.
Om körkortet varit återkallat längre än ett år krävs att nytt förarprov avläggs för att återfå behörigheten. Om körkortet medgav behörigheter som erhållits enligt gamla regler och som idag kräver separat förarprov (exempelvis rätt att köra motorcykel eller snöskoter efter förarprov endast för bil) är dessa behörigheter i regel förbrukade efter att körkortet varit återkallat.
Vid första utförande av körkort så träder en prövotid om två år i kraft. Blir man av med körkortet inom denna tid måste man göra om alla prov för att få tillbaka körkortet, även om körkortet återkallats på kortare tid än ett år. Vid tillägg av behörighet (till exempel person som har B kompletterar med A) börjas ingen prövotid igen. Prövotiden räknas från den dag den första behörigheten utfärdades, med undantag för behörighet AM (moped klass 1 - EU-moped).”lagen.nu - Prövotid”. http://lagen.nu/1998:488#R16.
Tidigare fattades beslut om återkallelse av körkort av Länsstyrelsen i det län där körkortsinnehavaren var folkbokförd, men den 1 januari 2010 tog Transportstyrelsen över ansvaret för körkortsfrågor från länsstyrelserna. Transportstyrelsens beslut överklagas till Förvaltningsrätten i den domkrets körkortshavaren är folkbokförd i.

## Legitimationshandling
Det svenska körkortet är även en godkänd identitetshandling, dock endast i Sverige. Med lite tur kan det även accepteras i andra länder, men det finns ingen "skyldighet" för utländska näringsidkare, banker, myndigheter etc att acceptera körkortet som ID-handling. Den nordiska passunionen gör att körkortet fungerar som resehandling mellan de nordiska länderna. Som behörighetshandling för att framföra fordon är det godkänt inom EU och EES. För övriga länder rekommenderar Transportstyrelsen ett internationellt körkort.
Utländska körkort är inte godkända som identitetshandling i Sverige, eftersom sådana måste ha svenskt personnummer. Hos banker krävs identitetshandling med svenskt personnummer. Enligt EU-regler gäller pass från EU- och EES-länder som legitimation i Sverige, men de måste vara från tidigast 2006. Även nationella identitetskort som anger medborgarskap från EU- och EES-länder ska gälla men sådana har låg status i Sverige. Betalar man med kort accepteras ofta utländska körkort, men inte alltid eftersom bankerna garanterar butiker betalt bara om svensk identitetshandling visats (och kortet kollats mot bankens system; alternativt om PIN-kod matats in).
Det utländska körkortet upphör att gälla efter en tid som bosatt i Sverige eftersom varje land ska ha rätt att styra över hur de bosatta får körkort. När man byter ut ett utländskt körkort mot ett svenskt eller gör förarprov i Sverige måste man ha en annan svensk identitetshandling eller ett pass från ett EU- eller EES-land för att visa sin identitet. En svensk identitetshandling kan numera fås från Skatteverket. Det förekommer kritik mot säkerheten vid utfärdande av körkort. Fotot skickas till myndigheten av den sökande och körkortet skickas sedan med rekommenderat brev. Det har förekommit att folk skaffat körkort i annans namn men med eget foto genom att stjäla brev ur den andres brevlåda. För pass, nationellt id-kort och Skatteverkets id-kort gäller att fotografering och utlämning sker på myndighetens kontor.

## Andra typer av körkort

### Utländska körkort
För kortare uppehåll i Sverige är utländska körkort i regel godkända för körning i Sverige. Körkort från EU och EES-länder räcker i sig. Körkort från länder utanför EU och EES måste ibland kompletteras med ett internationellt körkort.
Bor föraren permanent i Sverige gäller körkort från EU- och EES-länder till sista giltighetsdatum, och man får byta EU- eller EES-körkortet till ett svenskt körkort utan att göra föraprov. För körkort utställda av länder utanför EU och EES gäller det utländska körkortet bara det första året föraren är bosatt i Sverige, och måste sedan bytas ut mot ett svenskt. Personer från många utomeuropeiska länder får inte byta ut körkortet mot ett svenskt utan måste göra fullt förarprov. Principen är att man måste ha ett körkort för det land där man bor permanent. Bland annat behövs detta för att hålla på kraven om körskicklighet, samt för att kunna återkalla det vid trafikbrott.

### Internationellt körkort
Ett internationellt körkort är en standardiserad översättning av ett nationellt körkort. Det finns en internationell överenskommelse i FN:s regi hur de ska se ut. Det är fristående motororganisationer som utfärdar dem. Ett internationellt körkort är inte ett körkort i juridisk mening, utan endast en översättning och ska åtföljas av körkortet i original. Det finns länder som inte godtar internationellt körkort. Det är sannolikt att internationellt körkort ändå inte behövs eftersom polis och biluthyrare vanligen (dock ej nödvändigtvis) kan tolka standardiserade EU- och EES-körkort.
Utfärdande av internationellt körkort görs i Sverige av följande organisationer:
- Caravan Club of Sweden
- FMK (tidigare Försvarets motorklubb)
- Kungliga Automobilklubben (KAK)
- Motorförarnas Helnykterhetsförbund (MHF)
- Motormännens Riksförbund (M)
- OK Marknadsservice/Vi Bilägare
- Resebyrån Tourneé
- Sveriges Motorcyklister, (SMC)

### Trafikkort
Ett trafikkort är en äldre variant av behörigheterna C, D och TAXI. Trafikkortet gav innehavaren rätt att framföra fordon i yrkesmässig trafik. Trafikkortet gällde endast tillsammans med giltigt körkort för det aktuella fordonsslaget. Det har ersatts av yrkeskompetensbevis.

### Yrkeskompetensbevis
Ett yrkeskompetensbevis är ett kort som visar behörighet att köra tunga fordon yrkesmässigt. För det behövs giltigt körkort för tunga fordon, och att en viss utbildning genomförs, som måste genomföras igen med vissa mellanrum. Detta följer EU-regler.

### Förarbevis för terrängskoter och terränghjuling
För att erhålla förarbevis för terrängskoter och terränghjuling krävs att man genomgått en utbildning hos en av Vägverket godkänd utbildare samt erlagt godkänt kunskapsprov hos en av Vägverket godkänd examinator. För att få avlägga kunskapsprovet krävs att man har fyllt 16 år.
Sedan 1 oktober 2009 har man separerat förarbeviset till två stycken – ett för snöskoter och ett för terränghjuling. Det innebär att man sedan dess inte kan ta förarbevis för båda på en gång. Förarbevisen är ljusgröna till färgen och innehåller sedan 1 oktober 2009 fotografi och namnteckning av innehavaren.
Tidigare ägare av det gamla förarbeviset kommer att få byta ut det till det nya. I det nya finns både då både licens för snöskoter och terränghjuling på samma förarbevis men med foto och namnteckning.

### Förarbevis för moped klass II
För att erhålla förarbevis för moped klass II krävs att man genomgått en utbildning hos en av Vägverket godkänd utbildare samt erlagt godkänt kunskapsprov hos en av Vägverket godkänd examinator. För att få avlägga kunskapsprovet krävs att man har fyllt 15 år.
Förarbeviset är ljusgult till färgen och innehåller sedan 1 oktober 2009 fotografi och namnteckning av innehavaren. Har man redan hunnit fylla 15 innan 1 oktober 2009 behövs inget förarbevis för moped klass II.